# In My Head (Queens of the Stone Age)
In My Head è un singolo del gruppo musicale statunitense Queens of the Stone Age, pubblicato nel 2005 e tratto dal loro quarto album in studio Lullabies to Paralyze.

## Tracce
1. In My Head – 4:02 (testo: Josh Homme – musica: Josh Homme, Troy Van Leeuwen, Josh Freese, Joey Castillo, Alain Johannes)
2. I Think I Lost My Headache – 5:56
3. God Is on the Radio – 7:53

Durata totale: 17:51